# Shanidar 1
Shanidar 1 è il fossile di un cranio di un ominide della specie Homo neanderthalensis scoperto a Shanidar nel Kurdistan, Iraq, nel 1957 da Ralph Solecki.

## Descrizione
Il cranio è stato attribuito ad un Neanderthaliano, forse morto a seguito di un colpo alla testa, che avrebbe danneggiato anche l'occhio sinistro (forse accecandolo) e l'area del cervello che controlla il lato destro del corpo.